# Warren Freer

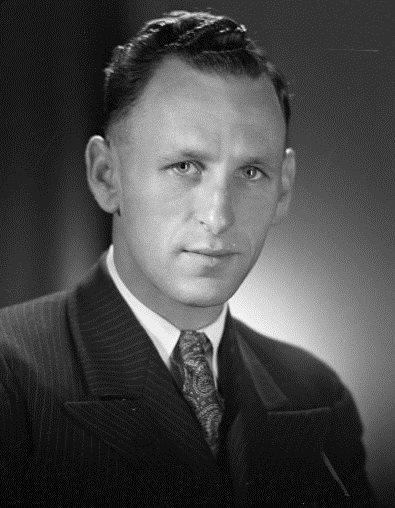
Warren Freer

Warren Freer (* 27. Dezember 1921; † 29. März 2013) war ein neuseeländischer Politiker und Mitglied der New Zealand Labour Party.
Freer repräsentierte im Parlament von 1947 bis 1981 das Mount Albert Elektorat, bevor er in den Ruhestand ging. Er war erst 26 Jahre alt, als er in das Parlament eintrat. Bei einer Nachwahl zum Parlament ging er als Sieger hervor und folgte Arthur Richards im Amt, der zuvor gestorben war. Er behielt diesen Sitz 34 Jahre inne. Seine Nachfolgerin war Helen Clark, die spätere Premierministerin. Er war Minister im Kabinett der dritten Labour-Regierung von 1972 bis 1975, er hatte die Ämter für Handel, Industrie und Energiequellen inne. 1974 war er Kandidat für den stellvertretenden Vorsitz der neuseeländischen Labour Party, er schied aber im dritten Wahlgang aus.
1987, bei den Geburtstagsfeierlichkeiten für Königin Elisabeth II., erhielt er den zivilen Verdienstorden Queen’s Service Order für seine allgemeinen Verdienste. Im Jahr 1996 zog er nach Noosa Shire, Sunshine Coast in Australien. Im neuseeländischen Sandringham wurde ein Park nach ihm benannt.